# Diplurodes semijubata
Diplurodes semijubata là một loài bướm đêm trong họ Geometridae.